# Turo Kartto
Turo Kartto (13 de mayo de 1910 – 19 de julio de 1942) fue un guionista y actor finlandés.

## Biografía
Su verdadero nombre era Tord Hjalmar Karlstedt, y nació en Viitasaari, Finlandia. Estudió filosofía del arte, economía y ciencias políticas en la Universidad de Helsinki en 1932–33 y, aunque superó exámenes de alemán y latín, no llegó a disponer de un título universitario. 
Fue actor del Teatro de Turku entre 1936 y 1938, y a mediados de dicha década actuó en la Ópera Nacional de Finlandia en las operetas Giuditta y Ruhtinatar Jadja. 
Sin embargo, atraído por la industria cinematográfica, ingresó en la productora Suomi-Filmi para trabajar en la realización de guiones y documentales. En la compañía participó en la propaganda de guerra y trabajó para la serie bélica Puolustusvoimain katsauksia, pero también realizó algunos cortometrajes de temática libre. A principios de los años 1940 pasó a trabajar con la productora Suomen Filmiteollisuus como guionista. 
Como actor cinematográfico, Kartto hizo sus primeros papeles en 1936. Sus películas más destacadas fueron la dirigida por Risto Orko Aktivistit (1939), así como la comedia de Valentin Vaala Rikas tyttö (1939). Además, fue uno de los protagonistas de la película de Teuvo Tulio Vihtori ja Klaara (1939).
Kartto escribió guiones para diferentes producciones, entre ellas los dramas de Vaala Jumalan myrsky (1940) y Antreas ja syntinen Jolanda (1941), y las comedias de Hannu Leminen Täysosuma (1941), en la cual también actuó, y Avioliittoyhtiö (1942). Vihtori ja Klaara fue coescrita con el director Teuvo Tulio. Por otra parte, Kartto escribió la letra de al menos 15 canciones, siendo la más conocida de entre ellas ”Katupoikien laulu”.
Uno de sus trabajos como director fue el aclamado documental Rivilotta (1943), sobre las "luchadoras" finlandesas, que hubo de ser estrenado tras la muerte de Kartto.
Turo Kartto se casó en 1938 con la actriz Liisa Pakarinen, permaneciendo unidos hasta la muerte de él en 1942, a los 32 años, por un accidente ocurrido en Espoo. La noche del 19 de julio salió a navegar por el lago Siikajärvi y no volvió. Posteriormente se encontró la embarcación, pero no el cuerpo de Kartto, que no apareció hasta casi un mes después, el 18 de agosto. Sus restos fueron enterrados en el Cementerio de Hietaniemi, en Helsinki.

## Filmografía

### Actor
- 1936 : Onnenpotku
- 1936 : Kaikenlaisia vieraita
- 1938 : Markan tähden
- 1939 : Aktivistit
- 1939 : Vihtori ja Klaara
- 1939 : Avoveteen
- 1939 : Rikas tyttö
- 1940 : Tottisalmen perillinen
- 1941 : Täysosuma
- 1942 : Avioliittoyhtiö

### Guionista
- 1939 : Vihtori ja Klaara
- 1940 : Jumalan myrsky
- 1941 : Antreas ja syntinen Jolanda
- 1941 : Onnellinen ministeri
- 1941 : Täysosuma
- 1942 : Avioliittoyhtiö

### Documentales
- 1938 : Heinäpellolta kuningattareksi (narrador)
- 1939 : Suomi-Filmin uutiskuvia 1, 5, 8 y 9/39 (narrador)
- 1939 : Valtion jäänsärkijä Sisu (narrador)
- 1939 : Mitä on Suomi-Filmi? (narrador, guion, dirección)
- 1939 : Lappeenrannassa opitaan ratsastamaan (narrador)
- 1939 : Katselemme Hietalahden sulkutelakkaa (narrador)
- 1939 : Juhliva palokunta (1939) (narrador)
- 1939 : Herää Helsinki! (guion)
- 1939 : Akateeminen romukasa (dirección, narración)
- 1939 : Iskelmäparaati (dirección)
- 1940 : Itsenäisyyspäivämme Helsingissä 1940 (narrador)
- 1940 : Lemmenjoki (narrador)
- 1940 : Sävelten kesäkeitto (dirección)
- 1940 : Suomi-Filmin uutiskuvia 14/40 (narrador)
- 1941 : Puolustusvoimain katsaus 4 (guion)
- 1941 : Puolustusvoimain katsaus 5, 7, 8, 9, 10, 11 y 12 (guion)
- 1941 : Puolustusvoimain katsaus 13 (narrador)
- 1941 : Pakkorajalta Syvärille (guion)
- 1942 : Suomenlahdelta Äänisjärvelle (guion)
- 1942 : Puolustusvoimain katsaus 33 (guion, narración, edición)